# Orange County (Vermont)

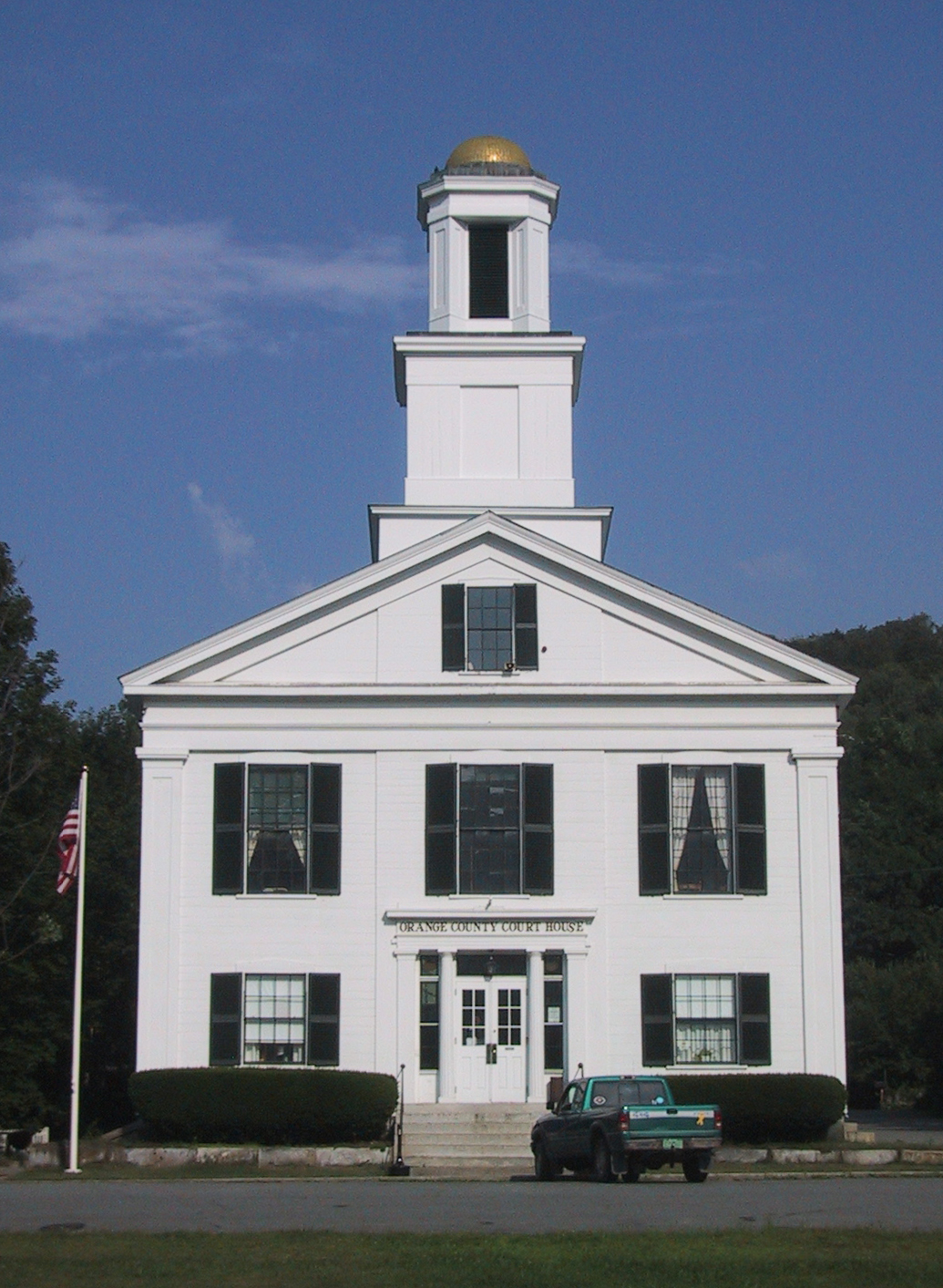
Gerechtsgebouw

Orange County is een van de 14 county's in de Amerikaanse staat Vermont.
De county heeft een landoppervlakte van 1.783 km² en telt 28.226 inwoners (volkstelling 2000). De hoofdplaats is Chelsea.

## Bevolkingsontwikkeling
Addison · Bennington · Caledonia · Chittenden · Essex · Franklin · Grand Isle · Lamoille · Orange · Orleans · Rutland · Washington · Windham · Windsor